# Umfahrung Eglisau

Der Verkehr quert den Rhein bei Eglisau noch wie auf dieser Luftaufnahme von 1923 auf der Rheinbrücke im Vordergrund. Die aktuell in Ausarbeitung befindliche Variante sieht eine Brücke unterhalb (auf dem Foto hinter) der Eisenbahn-Hochbrücke vor.

Die Umfahrung Eglisau ist eine geplante Ortsumgehung des Städtchens Eglisau im Kanton Zürich in der Schweiz, die im Besonderen die Rheinbrücke von 1919 im Ortszentrum entlasten soll, über die täglich beinahe 22'000 Fahrzeuge verkehren. Die Realisierung dieser Umfahrung an der Hauptstrasse 4 ist für 2040 geplant und soll 275 Mio. Franken kosten.
Für die Umfahrung wurden in der Vergangenheit zahlreiche Varianten diskutiert: verschiedene Brücken, verschiedene Anschlussstrecken und auch Tunnelvarianten.

## Geplanter Verlauf
Das 2019 vorgestellte Siegerprojekt sieht eine Rheinquerung rund 750 Meter unterhalb (westlich) der Eisenbahnbrücke Eglisau vor. Natur- und Denkmalschutz stellen der Machbarkeit enge Schranken: Die Eisenbahnbrücke ist geschützt wie auch die Ufer am Rhein, die im Bundesinventar der Landschaften und Naturdenkmäler von nationaler Bedeutung Untersee-Hochrhein eingetragen sind.
Die 4,2 Kilometer lange Strecke verläuft zu rund zwei Dritteln unterirdisch. Sie folgt von Süden der Eisenbahnstrecke im Hang am Fuss des Hiltenbergs. Westlich des Orts quert ist die Brücke über den Rhein vorgesehen mit einer Spannweite von 175 Metern. Im Norden von Eglisau sind zwei Anschlüsse vorgesehen, einer westlich der Eisenbahnlinie nach Hüntwangen, östlich an die bestehende Strecke.

## Geschichte und Planung
Seit den 1970er-Jahren gibt es Projekte für eine Umfahrungsstrasse von Eglisau. Ein erstes Projekt mit einer Hochbrücke über den Rhein scheiterte im März 1985 am Nein des Zürcher Stimmvolks. Die Vorlage über einen Kredit von 66,8 Mio. Franken erreichte nur einen Ja-Stimmen-Anteil von 29 %. Die einzigen Gemeinden, die der Vorlage zustimmten, waren Eglisau und die im Rafzerfeld gelegenen Orte Hüntwangen, Rafz und Wasterkingen. Wil lehnte die Vorlage knapp ab. Das Projekt sah eine Streckenführung entlang des Laubbergs am südlichen Rand des Dorfteils Seglingen vor. Die Strasse hätte zwischen der Eisenbahnbrücke Eglisau und der bestehenden Strassenbrücke den Rhein in Hochlage überquert, wobei die Sicht auf die Eisenbahnbrücke von Eglisau her durch die neue Strassenbrücke versperrt worden wäre.

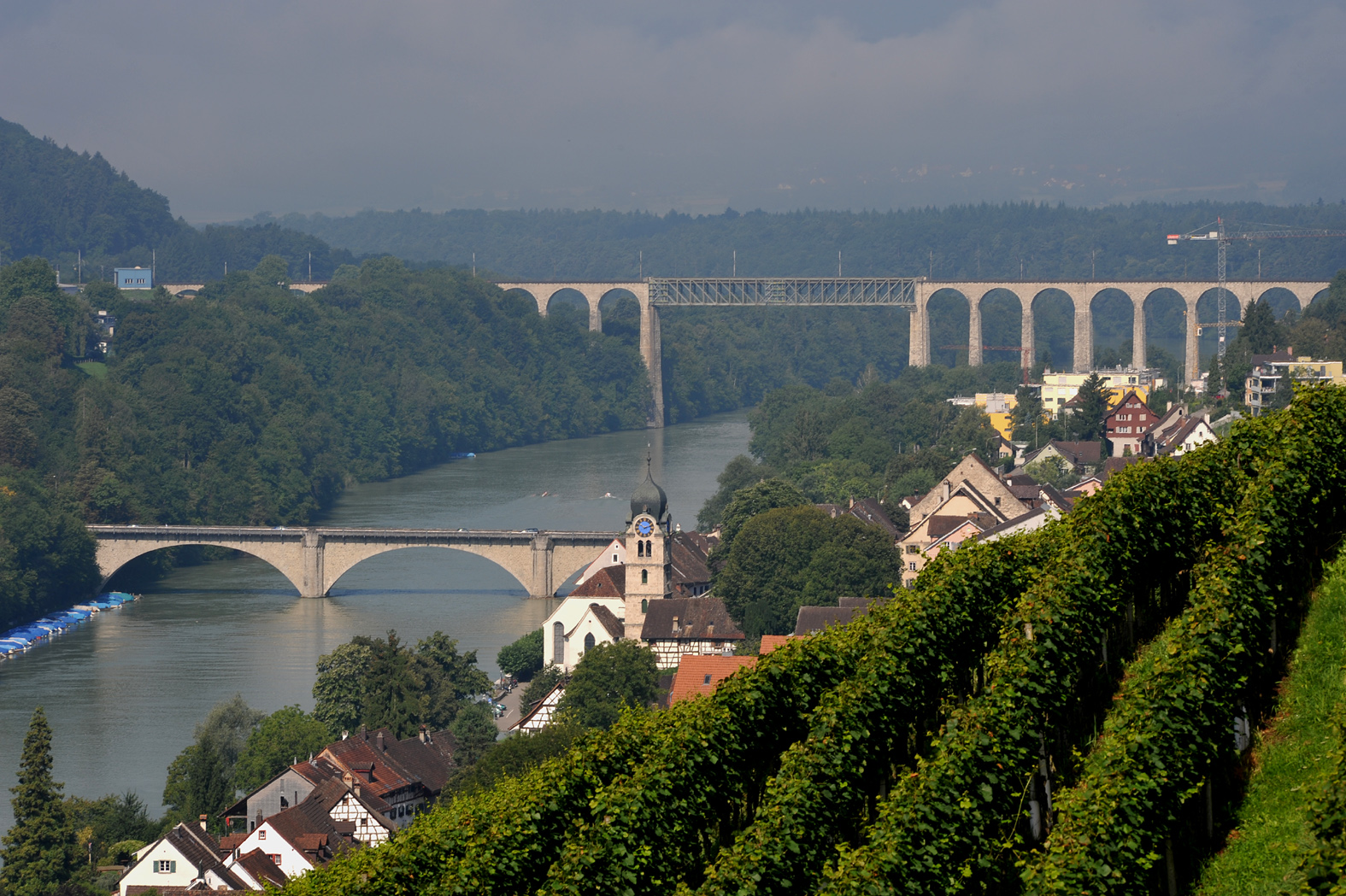
Die beiden Brücken von Eglisau – die in den 1980er-Jahren geplante Umfahrungsstrasse wäre in Hochlage vor der Eisenbahnbrücke verlaufen.

1988 wurde die Umfahrung in den Verkehrsrichtplan des Kantons aufgenommen. Eine Motion zum Bau der Umfahrung wird 2012 eingereicht und vom Kantonsrat an den Regierungsrat überwiesen. 2013 stellt ein Gutachten der Eidgenössischen Natur- und Heimatschutzkommission (ENHK) fest, dass die Rheinbrücke an der vom Richtplan vorgesehenen Stelle nicht errichtet werden kann wegen Beeinträchtigung der im Bundesinventar der Landschaften und Naturdenkmäler von nationaler Bedeutung (BLN) aufgeführten schützenswerten Landschaft Untersee–Hochrhein. Eine Tunnelvariante kommt aber auch nicht infrage, da die Kosten von ungefähr 800 Mio. Franken in keinem Verhältnis zum Verkehrsaufkommen und Nutzen der Umfahrung stehen.
Aufgrund des negativen Gutachtens wurde 2019 ein Wettbewerb für Brückenbauingenieure ausgeschrieben, wobei für die Streckenführung der Umfahrungsstrasse und die Höhenlage der Brücke keine Vorgaben gemacht wurden. Gewinner des Wettbewerbs ist der spanisch-schweizerische Santiago Calatrava, der im Raum Zürich vor allem durch die Gestaltung des Bahnhofs Stadelhofen bekannt ist. Er schlägt eine 500 Meter lange Brücke mit schlankem Tragwerk vor, die den Rhein in Hochlage mit einem einzelnen Bogen von 165 Metern Stützweite überquert.
Im Sommer 2021 wurde eine Machbarkeitsstudie abgeschlossen, die der Eidgenössischen Natur- und Heimatschutzkommission zur Begutachtung vorgelegt, aber nicht veröffentlicht wurde. Anfang 2024 wurde ein Vor-Projekt und der weitere Planungsverlauf vorgestellt:
- Änderung im kantonalen Richtplan;
- Kreditantrag an den Kantonsrat, Entscheid 2026 erwartet;
- Vorliegen der Baubewilligung in den 2030er Jahren;
- Inbetriebnahme im Jahr 2040 oder später, falls Einsprüche oder ein Referendum gegen den Kredit das Verfahren verzögern.